# Szczelina naprzeciw Słonia
Szczelina naprzeciw Słonia – jaskinia w Dolinie Będkowskiej na Wyżynie Olkuskiej wchodzącej w skład Wyżyny Krakowsko-Częstochowskiej. Znajduje się we wsi Będkowice,  w województwie małopolskim, w powiecie krakowskim, w gminie Wielka Wieś.

## Opis obiektu
Obiekt znajduje się na szczycie skały Dupeczka wznoszącej się u podnóża zbocza nad południowym obrzeżem Brandysowej Polany, naprzeciwko skały Dupa Słonia. Ma dwa otwory. Dolny o południowo-zachodniej ekspozycji jest wąski. Za nim dno wznosi się stromo i na szczycie skały za zaciskiem wychodzi północno-wschodnim otworem.
Schronisko powstało na szczelinie w późnojurajskich wapieniach skalistych. Jest suche, przewiewne i widne. Na dnie znajduje się skalny rumosz, gleba i liście. W otworach schroniska rozwijają się glony, mchy, porosty i rośliny zielne. Ze zwierząt obserwowano mrówki i pająki.  
Schronisko znane było od dawna, znajdowano w nim śmieci. Po raz pierwszy opisał go Jakub Nowak w 2011 r. On tez wykonał jego plan.

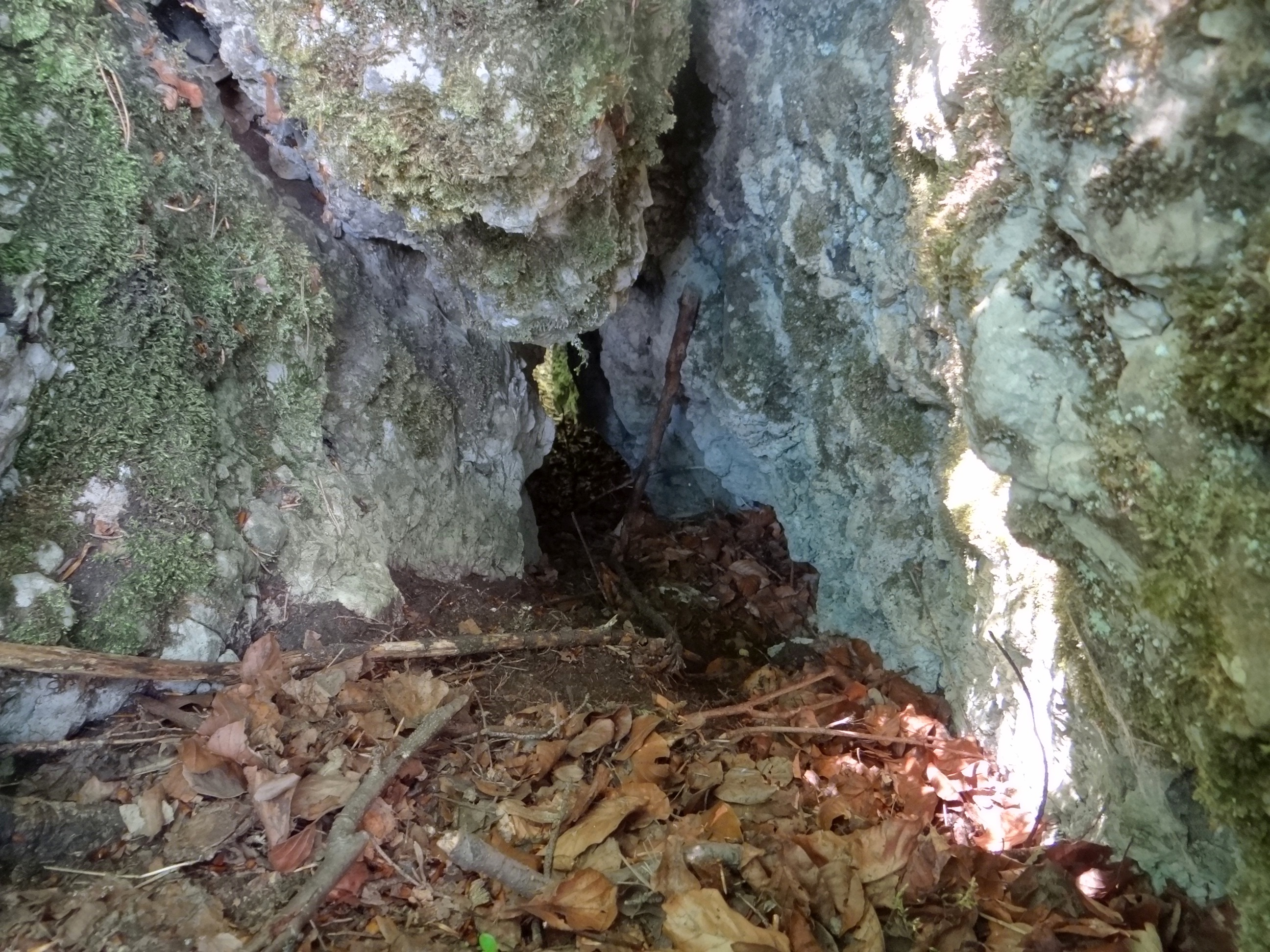
Otwór na szczycie skały